# Pumpkin & Vin'S da Cuero
Pumpkin & Vin'S da Cuero est un duo musical français inspiré par le rap, le trip hop et le boom bap. Formé à Nantes en 2009 par une rappeuse, Pumpkin, et un beatmaker, Vin'S da Cuero, il est également à la création en 2011 du label Mentalow Music,.

## Présentation
Après plusieurs années de scène underground en Espagne et en France, Pumpkin sort sous son nom deux albums, L’année en décembre (2009) et Silence radio (2012). Le duo sort ensuite plusieurs albums : Peinture fraîche (2015), Astronaute (2018), Abysses Repetita (2020), etc.
Ils produisent également des titres simples ou en EP : Le vernissage (2007), Ainsi de suite (2010), Mix Bourges 2013 (2013), Le beau temps (2014), Chimiq EP (2016), Persona non gratis (2017), Yaam x HHV (2020), etc.
Ils se produisent sur de nombreuses scènes, tant en France (New Morning, Nouveau casino, Printemps de Bourges, Fête de l’Huma, Hip Opsession) qu'à l'étranger (Londres, Zurich, Winterthur, Berlin, Linz, Bruxelles, etc.).
Les collaborations sont nombreuses : Pugs Atomz, TY, et Beatspoke & Metropolis, Supafuh, 20syl, Beatspoke, DJ Vadim, Guts, Jay Prince, Boog Brown, Rita J., Dynasty, Éva Ménard, DJ Odilon, Bastien Burger, Sami Fatih, Médéric Collignon, etc..
Le duo est également engagé sur le plan citoyen, et participe à de nombreux ateliers d’écriture ou de beatmaking, en milieu scolaire, carcéral, en MJC, dans les salles de concert, en entreprise, en France et à l’étranger.
En 2013, ils reçoivent le Prix spécial du Jury Grand Zebrock.
Pumkin & Vins Da Cuero feront leur dernier concert le 17 décembre 2022 au Point Éphémère.

## Biographies
Pumpkin, de son vrai nom, Cécile Unia, est née en 1980 à Brest. Son père est pianiste et sa mère danseuse de flamenco. Elle passe un an en Australie pendant ses années lycée, et découvre le rap anglo-saxon. Revenue en France, elle gagne un concours et produit sa première maquette à l'âge de 18 ans. Inscrite à l'université, elle profite du programme Erasmus pour faire un échange avec Barcelone, où elle reste six ans. Elle se lance à la scène et produit son premier CD avec Supafuh. Elle s'investit dans le projet Pumpkin & Vin'S da Cuero, à titre d'autrice et rappeuse.
Vin’s Da Cuero (Vincent) est né en 1986 à Paris, et découvre le beatmaking dans sa chambre. Agoraphobe, il arrête le lycée et se consacre à la musique. Il rencontre Supafuh en 2006 et commence à travailler avec lui et Pumpkin. Il sort en 2011 un projet solo, puis s'adonne au projet Pumpkin & Vin'S da Cuero, à titre de producteur, chanteur et beatmaker.